# Division I 2006-2007
La Division I 2006-2007 è stata la 104ª edizione della massima serie del campionato belga di calcio disputata tra il settembre 2006 e il maggio 2007 e conclusa con la vittoria del Anderlecht, al suo ventinovesimo titolo e secondo consecutivo.
Capocannoniere del torneo fu François Sterchele (Germinal Beerschot), con 21 reti.

## Formula
Come nella stagione precedente le squadre partecipanti furono 18 e disputarono un turno di andata e ritorno per un totale di 34 partite.
L'ultima classificata retrocedette mentre la penultima disputò uno spareggio contro la seconda della Division 2.
Le società ammesse alle coppe europee furono cinque: le prime due classificate si qualificarono alla UEFA Champions League 2007-2008, la terza e la vincitrice della coppa nazionale alla Coppa UEFA 2007-2008 e un'ulteriore squadra alla coppa Intertoto 2007.

## Classifica finale
|    | Classifica                       | G  | V  | N  | P  | GF | GS | Dif | Pt |
| -- | -------------------------------- | -- | -- | -- | -- | -- | -- | --- | -- |
| 1  | Anderlecht                       | 34 | 23 | 8  | 3  | 75 | 30 | 45  | 77 |
| 2  | KRC Genk                         | 34 | 22 | 6  | 6  | 71 | 37 | 34  | 72 |
| 3  | Standard Liegi                   | 34 | 19 | 7  | 8  | 62 | 38 | 24  | 64 |
| 4  | Gent                             | 34 | 18 | 6  | 10 | 56 | 40 | 16  | 60 |
| 5  | R. Sporting du Pays de Charleroi | 34 | 17 | 9  | 8  | 51 | 40 | 11  | 60 |
| 6  | Club Bruges                      | 34 | 14 | 9  | 11 | 58 | 40 | 18  | 51 |
| 7  | Germinal Beerschot               | 34 | 14 | 9  | 11 | 52 | 46 | 6   | 51 |
| 8  | KVC Westerlo                     | 34 | 12 | 10 | 12 | 41 | 44 | -3  | 46 |
| 9  | RAEC Mons                        | 34 | 12 | 8  | 14 | 41 | 41 | 0   | 44 |
| 10 | R.E. Mouscron                    | 34 | 10 | 12 | 12 | 51 | 55 | -4  | 42 |
| 11 | KSV Roeselare                    | 34 | 10 | 9  | 15 | 50 | 72 | -22 | 39 |
| 12 | Cercle Brugge KSV                | 34 | 10 | 8  | 16 | 31 | 36 | -5  | 38 |
| 13 | FC Brussels                      | 34 | 8  | 14 | 12 | 39 | 50 | -11 | 38 |
| 14 | Zulte Waregem                    | 34 | 9  | 10 | 15 | 40 | 54 | -14 | 37 |
| 15 | K. Sint-Truidense VV             | 34 | 9  | 8  | 17 | 39 | 52 | -13 | 35 |
| 16 | KSC Lokeren Oost-Vlaanderen      | 34 | 5  | 15 | 14 | 32 | 48 | -16 | 30 |
| 17 | K. Lierse SK                     | 34 | 6  | 8  | 20 | 33 | 66 | -33 | 26 |
| 18 | KSK Beveren                      | 34 | 5  | 10 | 19 | 31 | 64 | -33 | 25 |

### Verdetti
- Anderlecht campione del Belgio 2006-07.
- K. Lierse SK e KSK Beveren retrocesso in Division II.